# دان ستوينسكو
دان ستوينسكو (بالرومانية: Dan Stoenescu) (ولد في 4 نوفمبر 1980) هو دبلوماسي وعالم سياسي وصحفي روماني. كان وزيرا في حكومة التكنوقراط بقيادة الوزير الأول داشيان سيولوس.
خلال مسيرته المهنية اظهر إهتماما متواصلا بحماية الجالية الرومانية في الخارج. وفي حماية اللغة والثقافة والحضارة الرومانية. وفي مارس 2017 تم تعيينه سفيرا لرومانيا بتونس.
أعلن جوزيب بوريل، الممثل السامي لدى الاتحاد الأوروبي للشؤون الخارجية و السياسة الأمنية و نائب رئيس المفوضية الأوروبية، يوم 16 أفريل 2021 تسميته كقائم بأعمال لدى الاتحاد الأوروبي في سوريا وذلك بداية من 1 سبتمير 2021.
يتحدث دان ستوينسكو بطلاقة الإسبانية والفرنسية والإيطالية والإنقليزية والبرتغالية والرومانية وله إلمام باللغة العربية.

## المسار الدراسي
تحصل على شهادة الآداب في الدراسات الدولية من جامعة أوستن في شرمان، تكساس سنة 2003 وماجستير الآداب في مجال العولمة والتنمية من جامعة ووريك ببريطانيا سنة 2005. وتحصل كذلك على دبلوم الدراسات في مجال الهجرة المفروضة واللاجئين من الجامعة الأمريكية بالقاهرة في 2006. كذلك تحصل على الدراسات المعمقة في العلوم السياسية من جامعة بوخارست سنة 2009 حيث أعد أطروحة حول القومية العربية والهوية الإسلامية بعد سنة 1987.
كما تابع دروسا في المعهد الأوروبي للأمن والدفاع ببروكسل وفي المعهد الهولندي للعلاقات الدولية بلاهاي "كلينجنديل" ومعهد ماتياس روميرو بمدينة مكسيكو ومعهد سايفي لللغة العربية ببيروت.

## المسار المهني
كان وزيرا معتمدا للرومانيين بالخارج من 17 نوفمبر 2015 إلى 7 جويلية 2016 في حكومة التكنوقراط التي كان يقودها الوزير الأول داشيان سيولوس، وقد شغل قبل ذلك بصفته دبلوماسيا بمدريد وبيروت. كما كان رئيسا للمعاهد الوطنية الثقافية للاتحاد الأوروبي (EUNIC) بلبنان خلال دورتين متتاليتين بوصفه ممثلا للمعهد الثقافي الروماني.
وخلال الفترة بين 2009-2010 عمل في قسم السياسات الخاص بالعلاقات مع الرومانيين بالخارج.
بداية من سبتمبر2015، أصبح مسؤولا عن المعاهد الرومانية في إسبانيا بوصفه سكرتيرا أول بسفارة رومانيا بإسبانيا.

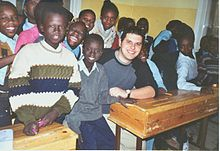
دان ستوينسكو يتطوع مع اللاجئين السودانيين في مدرسة الأمل الإفريقية بالقاهرة، مصر (2002)

كما عاش قبل ذلك بالقاهرة وعمل بمكتب الأمم المتحدة للاجئين و (UNHCR) والمنظمة العالمية للهجرة (OIM) كما عمل صحفيا لدى عدة صحف برومانيا والولايات المتحدة الأمريكية والمملكة المتحدة ومصر ولبنان وجمهورية مولدوفا. كما شارك بمصر مع جمعيات غير حكومية مثل "أفريكان هوب" (African Hope) وتطوع للعمل بمركز الناجون من التعذيب بالولايات المتحدة الأمريكية وكذلك بأمريكا الوسطى لصالح "السيقلو" بالسلفادور.
وبين سنوات 2005 و2009 كان محاضرا بقسم العلوم السياسية بجامعة بوخارست ثم إثر ذلك بالمعهد الدبلوماسي الروماني.
وفي سنة 2000 أسس الرابطة العالمية لشباب رومانيا، وإثر ذلك في مركز رومانيا للتربية الديمقراطية.
ومن بين التشريفات التي تحصل عليها كانت المنح الدراسية والجوائز التالية:
المنحة الدراسية الدبلوماسية لجمعية روتاري ومنحة مؤسسة فورد وفريق" في ثاتا كابا" (Phi Theta Kappa) الأكاديمي بكاليفورنيا والكنيسة المشيخية بالولايات المتحدة الأمريكية وجائزة صامويل روبرسن وشهائد تقدير من حاكم ولاية كالفورنيا قراي دايفس وعضو الكونغرس ويلما شان والسيناتور دون بيراتا.

## التكريم و الجوائز
أحرز سنة 2017 على أعلى جائزة روتاري و هي جائزة زمالة بول هاريس من طرف منظمة الروتاري الدولية (دائرة رومانيا – جمهورية مولدوفا 2241) و ذلك لمساهمته في دعم الرومانيين بالخارج ودعم المشاريع الدولية لمنظمة روتاري. كما تحصل سنة 2019 على جائزة من طرف الجمعية الثقافية المقدونية الرومانية لدعم قضية الرومانيين في البلقان بمناسبة الذكرى 140 لتأسيس هذه الجمعية. كما حصل خلال مسيرته الأكاديمية على العديد من الأوسمة و الجوائز على غرار منحة سفير الروتاري، منحة مؤسسة فورد، أول فريق Phi Theta Kappa لعموم كاليفورنيا، جائزة صموئيل روبرسون للكنيسة المشيخية بالولايات المتحدة الأمريكية كما تحصل على امتيازات من حاكم كاليفورنيا جراي ديفيس و عضو الجمعية ويلما تشان و السناتور دون بيراتا.

## المدة الوزارية (2015-2016)

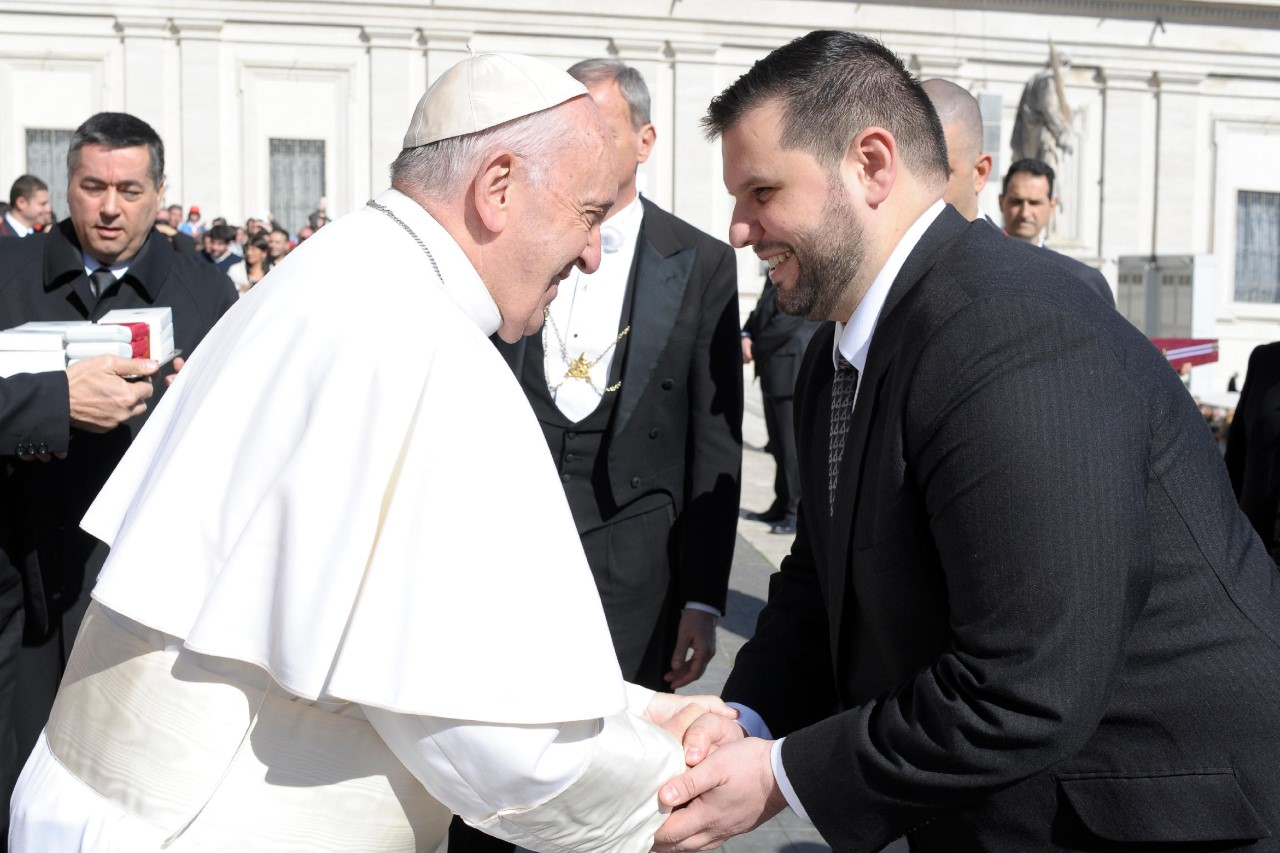
لقاء الوزير المعتمد دان ستوينسكو مع البابا فرانسيس

خلال فترته الوزارية أحدث السيد ستوينسكو عدة تغييرات وتجديدات فيما يتعلق بالقرارات السياسية والدبلوماسية التي تحدد العلاقة بين الحكومة والجالية الرومانية بالخارج. ومن أولى تلك القرارات مبادرة الشفافية وتتمثل في نشر المشاريع الممولة وإقامة منصة إلكترونية لتلك المشاريع.
وفي بداية عهدته أعلن عن إحداث إدارة جديدة للهياكل الرومانية لعرض فرص استثمار باعتماد الصناديق الأوروبية بالنسبة للمهاجرين الرومانيين الراغبين في العودة إلى رومانيا. لذلك أعلنت وزارة الصناديق الأوروبية والسياسات الموجهة للرومانيين بالخارج في أكتوبر 2016 تخصيص مبلغ 30 مليون يورو في برنامج سمي "الشركات الناشئة للجالية" كجزء من برنامج التشغيل الرأسمالي 2014-2020.
وقد أتاح البرنامج خط تمويل للجالية الرومانية بالخارج التي عادت مؤخرا ورغبت في بعث مشاريع لها برومانيا. وهو برنامج مخصص لتطوير ريادة الأعمال وتأسيس شركات جديدة. ومن القرارات الأخرى إطلاق برنامج الجالية الفلاحي "أقرو دياسبورا" (AgroDiaspora) لإعلام الرومانيين بالخارج بفرص الاستثمار في هذا القطاع اعتمادا على مساعدات صناديق التمويل الأوروبية. وأحدث برنامج جديد سمي "رواد الأعمال الرومانيين في جميع أنحاء العالم" والذي منح مئات المنح الدراسية بغية تطوير مؤهلات الاستثمار لدى المهاجرين.
ولدعم الروابط الثقافية بين رومانيا والمجموعات العرقية الرومانية في الدول المجاورة تم اتخاذ مجموعة من الإجراءات من أجل إحداث مراكز إعلام رومانية والتي تم افتتاحهما في كل من بالتي (جمهورية مولدوفا) وإسماعيل (أكرانيا) في ديسمبر 2016 و سولوتفينو (أكرانيا) و سلاتينا  في 2018 و كورسيا في 2019.
وزيادة على ذلك تم إحداث برنامج سمي الفضاء الإعلامي المشترك بين رومانيا وجمهورية مولدوفا، لمساندة التعاون والتقارب في المشاريع بين الهياكل الإعلامية والمجتمع المدني والهياكل الحكومية على المستوى الثنائي. وكجزء من هذه الإستراتيجية تم إحداث المجلس الاستشاري الإعلامي بين رومانيا وجمهورية مولدوفا. وهو عبارة عن منتدى للتشاور بالنسبة للمجتمع المدني وهياكل الإعلام والصحفيين من البلدين للعمل على تجانس قوانين الإعلام والسياسات العامة في مجال الإعلام والاتصال.

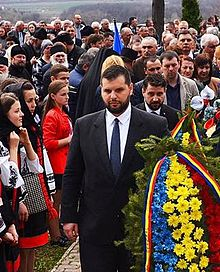
الوزير المعتمد دان ستوينسكو يحيي ذكرى مذبحة فانتانا ألبا في شمال بوكوفينا بأكرانيا

وخلال فترته الوزارية حرص ستوينسكو على ضرورة اتخاذ إجراءات لمقاومة التقسيم الاصطناعي بين الجاليات الرومانية وبقية الإثنيات مثل الفلاش والمولدوفيون والأرومانيون.
ولأجل مساعدة المجموعات الرومانية كان الوزير يلتقي ممثلي الإدارة الرئاسية ولجان الرومانيين بالخارج في مجلس النواب الروماني ومجلس السيناتورات الروماني وكذلك مجلس الوزراء. كما كان أعلى مسؤول حكومي في حكومة الوزير الأول داشيان سيولوس يزور جمهورية مولدوفا.
كما تحول الوزير في بداية مارس 2016 في مهمة دبلوماسية إلى ماليزيا كمبعوث للرئيس الروماني كلاوس يوهانيس لطلب الصفح من السلط الماليزية عن المواطن الروماني ايونوت غولجان حكم عليه بالمؤبد.
واستعداد للانتخابات البرلمانية في 2016 قام بالتعاون مع الهيئة القارة للانتخابات بإطلاق حملة واسعة لإعلام الرومانيين بالخارج فيما يخص التغييرات في طرق الانتخاب. حيث أصبح بإمكانهم التصويت عبر البريد الإلكتروني وكذلك إحداث مكاتب اقتراع جديدة.
كما بادر بطرح تغيير على مشروع القانون رقم 321/2006 لأجل التأكد من وجود شفافية وعدم إعادة استرجاع أموال لتمويل برامج ومشاريع وأنشطة لدعم الجاليات الرومانية بالخارج.
وقد اعترفت وسائل الإعلام الرومانية بتلك التجديدات خلال فترته الوزارية حيث ذكرت أن عمله كان، بخلاف سياسيين آخرين، خطوة كبيرة إلى الأمام.

## سفير بتونس 2017-2021

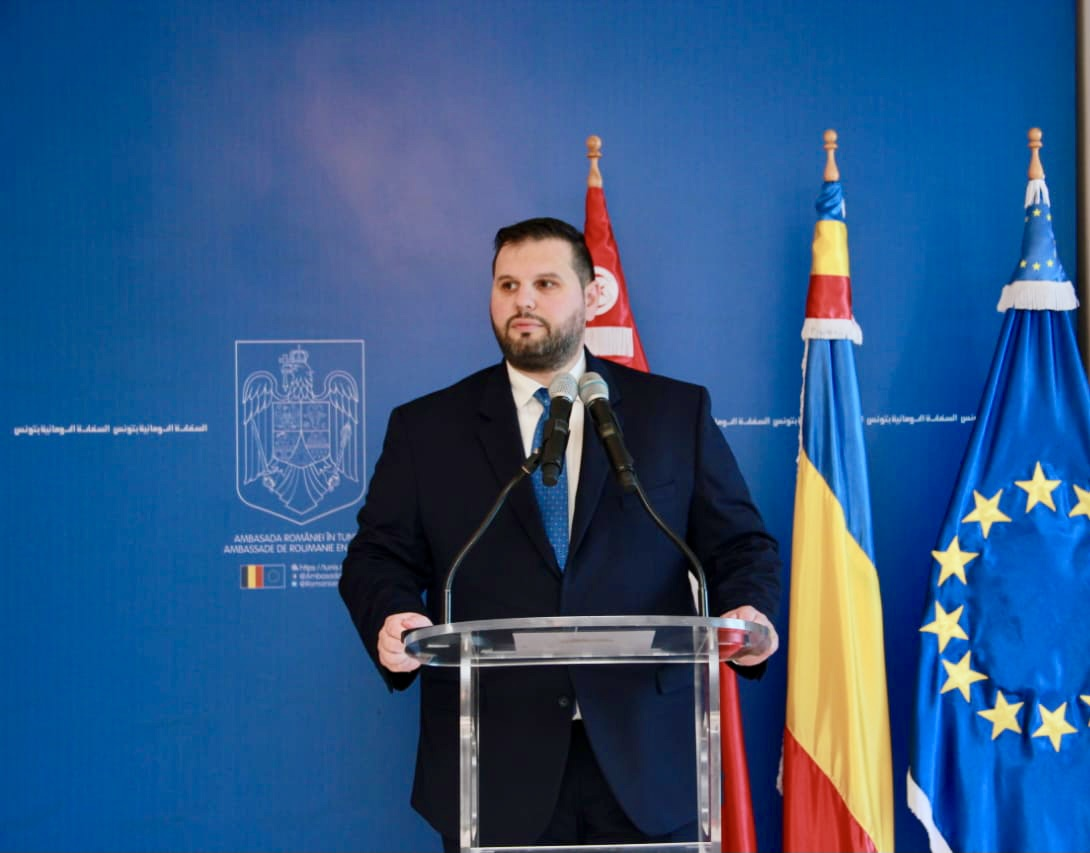
الدكتور دان ستوينسكو

ساهمت الفترة التي تولى فيها مهام سفير فوق العادة و مفوض لرومانيا بالجمهورية التونسية في خلق ديناميكية على مستوى العلاقات الثنائية بين رومانيا و تونس.
منذ 1963، تخضع العلاقات الثنائية لاطار قانوني يشمل أكثر من 50 اتفاقية تم توقيع و التفاوض في شأن العديد منها خلال فترة ولايته. من بين هذه الاتفاقيات، نخص بالذكر البرنامج التنفيذي في مجال الصحة و العلوم الطبية (2018)، اتفاقية التعاون بين الادارة الوطنية لمكافحة الفساد في رومانيا و الهيئة الوطنية لمكافحة الفساد في تونس، اتفاقية تعاون بين المعاهد الديبلوماسية (2018)، اتفاقية التعاون بين الاتحاد التونسية للصناعة و التجارة و الصناعات التقليدية و الغرفة الرومانية للتجارة و الصناعة (2019)، بروتوكول تعاون بين الحكومة التونسية و حكومة رومانيا في مجال الحماية المدنية (2019)، توقيع مذكرة تفاهم بين الهيئة العليا المستقلة للانتخابات في تونس و الهيئة الدائمة للانتخابات في رومانيا (2020).

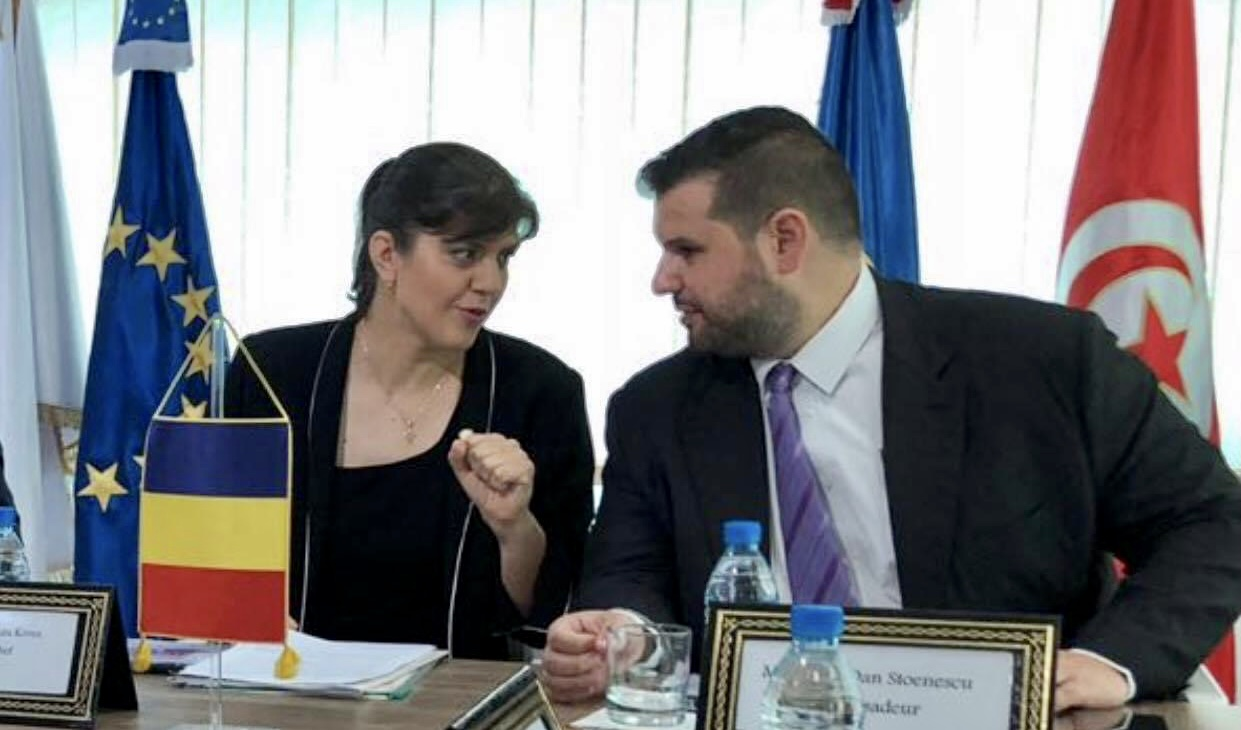
السفير دان ستوينسكو و المدعية العامة للادارة الوطنية لمكافحة الفساد لاورا كوردوتسا كوفاسكي

كما أنشأ كذلك على مستوى المؤسسات تعاونا ثنائيا وثيقا بين الهييئة الوطنية لمكافحة الفساد و المؤسسات الرومانية على غرار الادارة الوطنية لمكافحة الفساد، الوكالة الوطنية للنزاهة و ادارة منع الجريمة بوزارة العدل. بالاضافة الى ذلك، تم خلال فترة ولايته انشاء شراكة قوية بين الديوان الوطني للحماية المدنية بتونس و ادارة حالات الطوارئ برومانيا وبين محاكم المحاسبات لكلا الدولتين و بين الاذاعات الوطنية فضلا عن العديد من الأمثلة الأخرى.

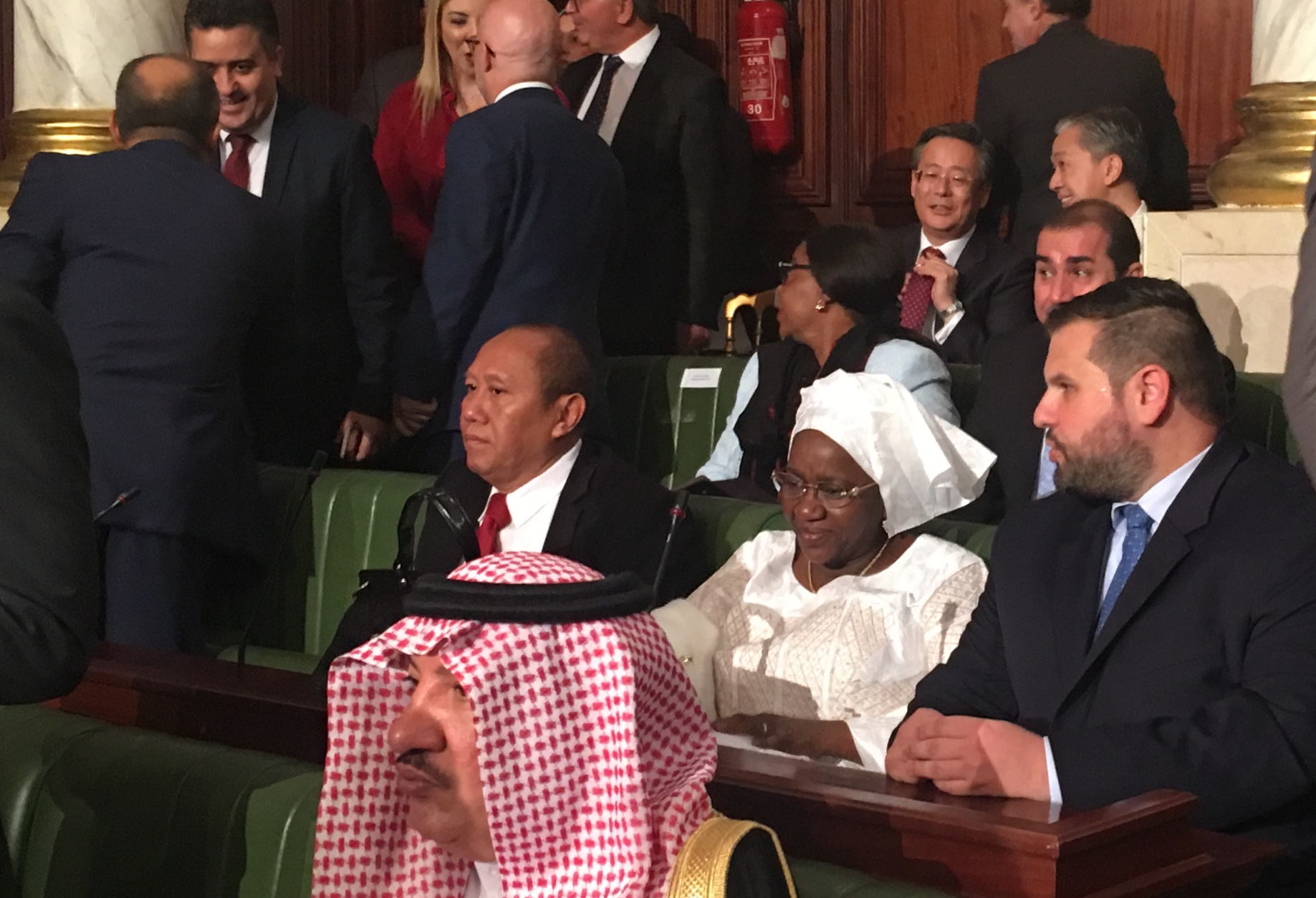
دان ستوينسكو في مجلس نواب الشعب

تضمنت الأنشطة التي نظمتها سفارة رومانيا بتونس، تحت اشرافه، في النصف الأول من سنة 2019 على هامش رئاسة مجلس الاتحاد الأوروبي تظاهرات دبلوماسية عامة و ثقافية، اجتماعات تنسيقية، تظاهرات سياسية و دبلوماسية و نقاش حول العلاقات بين الاتحاد الأوروبي و افريقيا.
شارك أيضا بصفته ممثلا للرئاسة الرومانية لمجلس الاتحاد الأوروبي و لجنة سياسة التماسك الاقليمي و ميزانية الاتحاد الأوروبي في الجولة الثالثة من الحوار السياسي رفيع المستوى بين الاتحاد الأوروبي و تونس حول الأمن ومكافحة الارهاب.

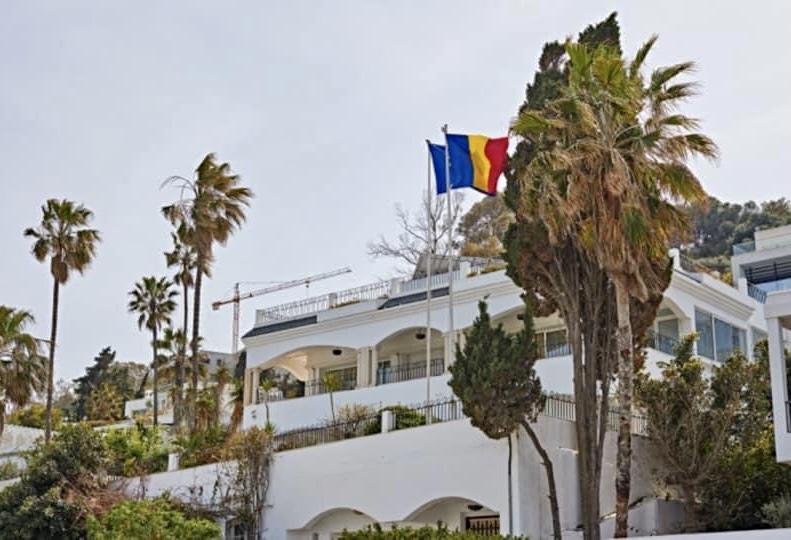
سفارة رومانيا بالجمهورية التونسية، المرسى

وفي سنة 2019، شارك مع بعثة الاتحاد الأوروبي لمراقية الانتخابات في تونس كما لعب، خلال فترة ولايته، دورا نشيطا داخل مجموعة سفراء الفرنكفونية خاصة من منظور قمة الفرنكفونية المزمع تنظيمها سنة 2021 بجربة.
خلال الفترة الممتدة بين 2017 و 2021، تم تنظيم العديد من الزيارات الى تونس و لم تقتصر هذه الزيارات على المسؤوليين الرومانيين فحسب بل شملت كذلك شخصيات سياسية، ثقافية، رياضية و أكاديمية من رومانيا.

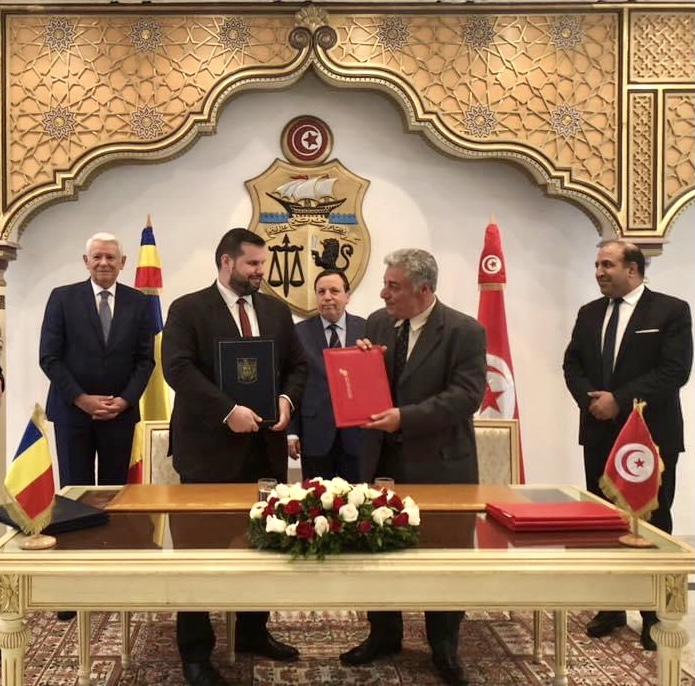
دان ستوينسكو يوقع اتفاقية خلال الزيارة الرسمية التي أداها وزير الخارجية ميليسكانو الى تونس

أدى وزير الشؤون الخارجية، تيودور ميليكانو، زيارة الى تونس في الفترة الممتدة بين 19 و 20 أفريل 2018 تزامنا مع تدشين مقر سفارة رومانيا الجديد. كما قامت عدة وفود من المؤسسات الرومانية و البرلمان الروماني بزيارات عمل الى تونس.

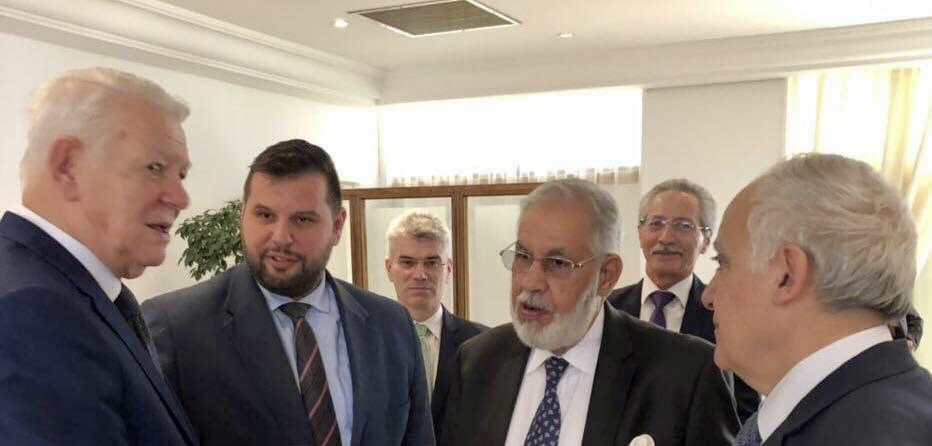
السفير دان ستوينسكو صحبة وزير الخارجية الروماني، تيودور ميليسكانو، ووزير الخارجية الليبي محمد طاهر سيالة و مبعوث الأمم المتحدة الى ليبيا غسان سلامة

وفي اطار الحرب الأهلية الليبية، نسق من الجانب التونسي العديد من عمليات اعادة المواطنيين الرومانيين الى الوطن انطلاقا من مكان الحرب. وبهدف تعزيز التعاون الثنائي اللامركزي، دعم تطوير التعاون بين البلديات في رومانيا و تونس (تونس- تيميشوارا، تونس-أراد، جربة ميدون-بوشتاني، بتريش- تكرونة، اياش-أريانة).
أصبحت العلاقات الاقتصادية أكثر ديناميكية خلال فترته على الرغم من الوضع الاقتصادي الصعب فأصبحت رومانيا الشريك التجاري الثالث عشر و المورد الحادي عشر لتونس.
ان المنتجات الرئيسية المصدرة هي كالآتي: الحبوب (32%) ، النفط و مشتقاته(25%)، السيارات و الأجهزة الكهربائية(13%)، الحديد و الفولاذ، الخشب و المنتجات الخشبية، المواد الكيميائية غير العضوية، المحركات و أجهزة ميكانيكية أخرى.
بالاضافة الى ذلك، تم تنظيم العديد من الاجتماعات و التظاهرات الاقتصادية الأخرى للتعريف برومانيا مع غرف التجارة و الصناعة لكل من تونس، صفاقس، سوسة، بنزرت، باجة.
علاوة على ذلك، أعدت سفارة رومانيا بتونس و الشركات الرومانية الخاصة الجناح الروماني خلال المعرض الدولي للزراعة و الآلات الزراعية و الصيد البحري. ازداد كذلك خلال الفترة التي شغل فيها منصب سفير رومانيا حجم الاستثمارات الرومانية في تونس فحسب المعطيات التي قدمتها وكالة النهوض بالاستثمار الخارجي، يوجد تسع شركات ذات رأس مال يعادل 41581 مليون دينار ساهمت في خلق 600 موطن شغل. تعمل ست من هذه الشركات في قطاع النسيج/ الملابس و أخرى في صناعة الأدوية و البقية في قطاع مواد البناء.

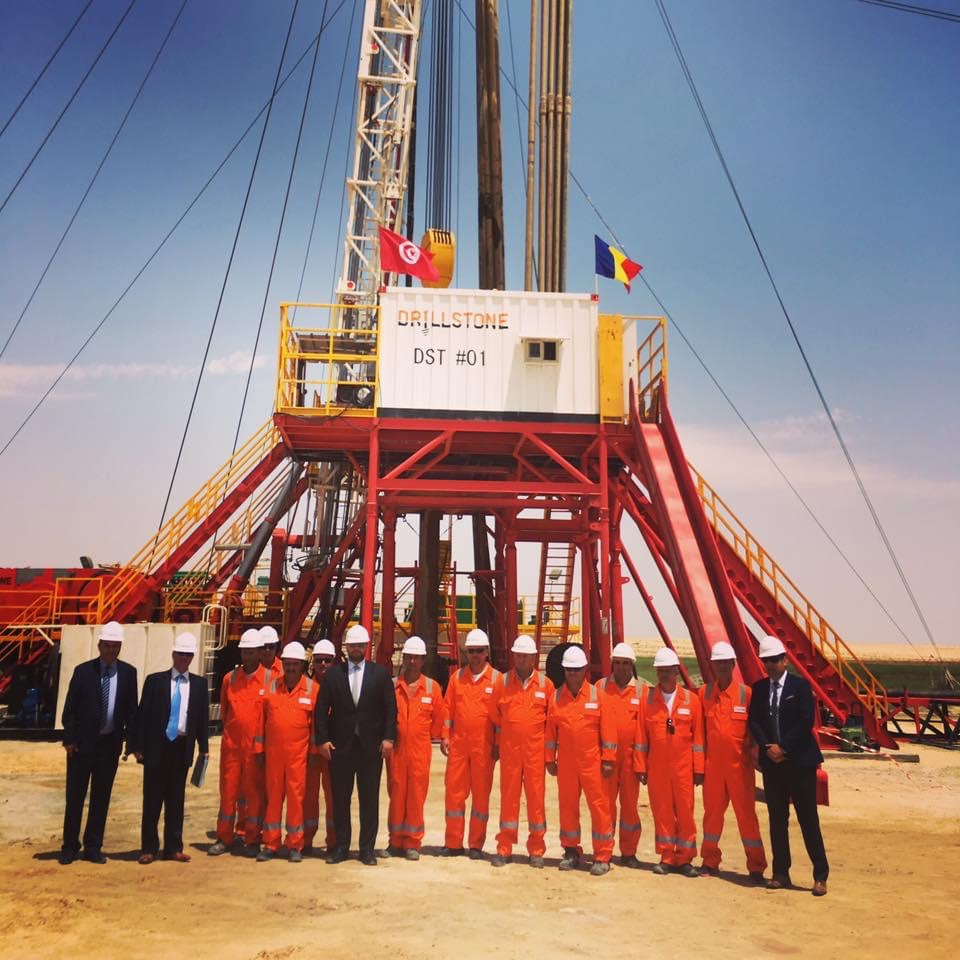
تدشين موقع drilling واد رتيم CI02 بنفطة

ويمكن أن نقدم أيضا كمثال ملموس وجود الشركات الرومانية في السوق التونسية و تدشين أشغال حفر المياه سنة 2017 بموقع واد رتيم (17 كم بعد ولايتي توزر ونفطة) جنوب البلاد التونسية و هو مشروع طورته الشركة الرومانية Drillstone. كما بلغت قيمة الاستثمارات التونسية في رومانيا 25 مليون يورو تم استثمارها في مشروعORADEA في قطاع كابلات السيارات (Câbleries Chakira). و مع بداية الوباء في مطلع سنة 2020، قام بتنسيق عملية اعادة المواطنيين الرومانيين الى وطنهم. زد على ذلك، وسعيا منها لمساعدة المواطنيين الرومانيين في سياق الجائحة، قامت سفارة رومانيا بتونس بتكوين شبكة ووضعت على ذمة العموم قائمة تحتوي على بيانات بغض الصيادلة و الأطباء من الرومانيين أو من الذين يجيدون الرومانية.
على المستوى الثقافي و الأكاديمي، تميزت الفترة التي شغل فيها مهامه بانشاء مؤسسات رومانية جديدة لأول مرة في تونس على غرار مركز الثقافة و العلوم لرومانيا في تونس و قسم الرومانية بمعهد بورقيبة للغات الحية (2020).

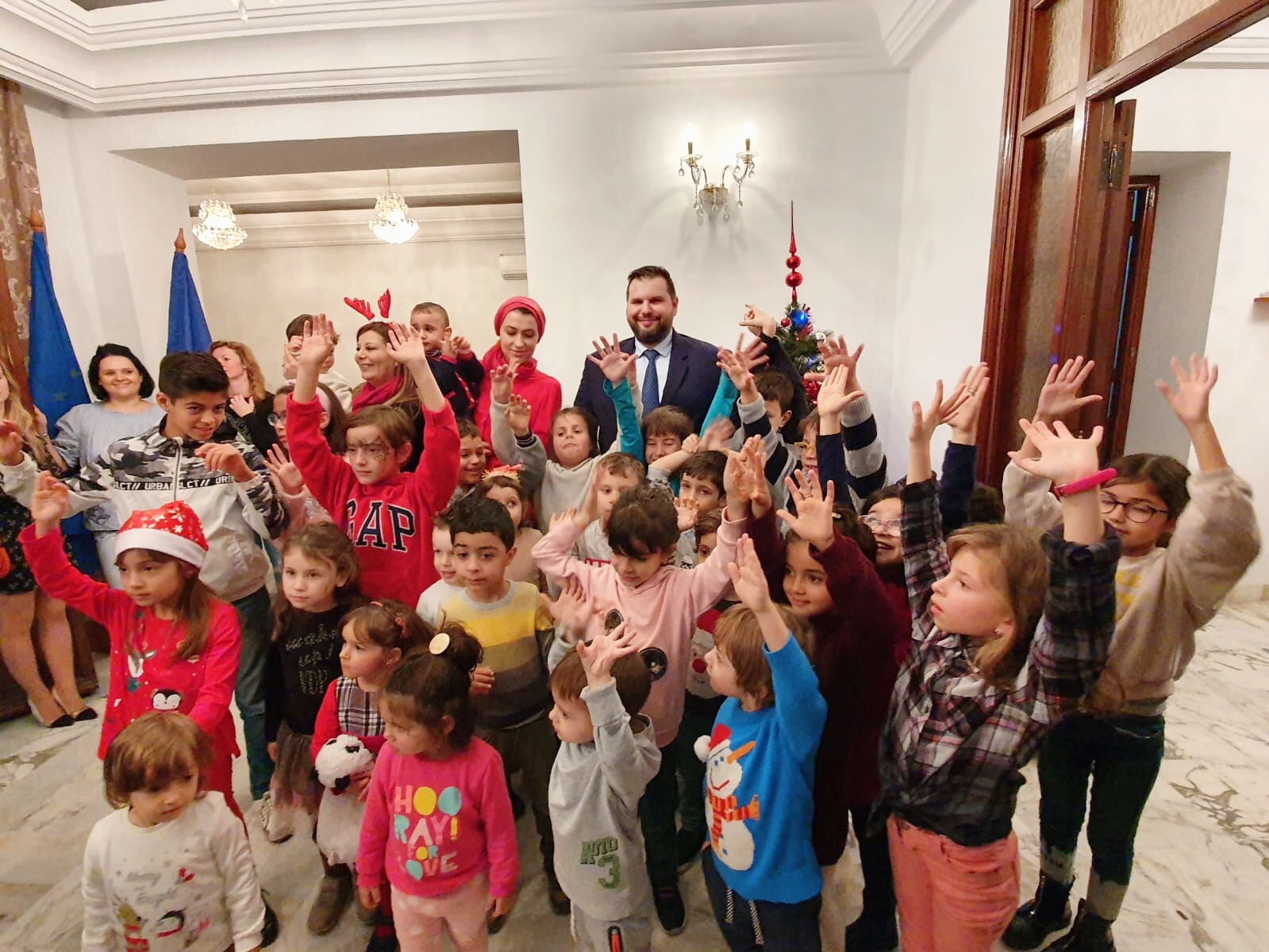
السفير ستوينسكو مع الجالية الرومانية بتونس

وانطلقت بمبادرة منه كذلك دروس اللغة الرومانية لأطفال الجالية الرومانية في تونس في القسم القنصلي للبعثة الدبلوماسية. و بالاضافة الى ذلك، تم، ولأول مرة، خلال ولايته، تنظيم و يعد هذا الحدث أكبر حدث تعليمي في تاريخ العلاقات الثنائية بين رومانيا و تونس حضر فيه ممثلو 17 جامعة رومانية و 14 جامعة تونسية أفضى الى استكشاف فرص ملموسة للتعاون و ابرام أكثر من 30 شراكة.

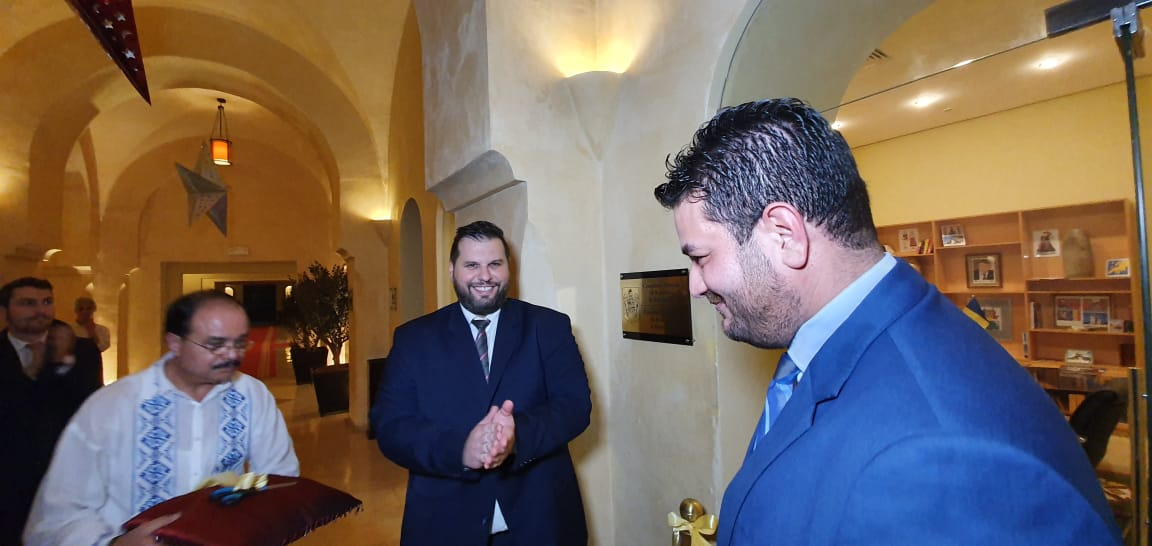
السفير دان ستوينسكو مع القنصل الشرفي لرومانيا بالحمامات، طاهر زهار، خلال افتتاح القنصلية الشرفية

كما تم انشاء القنصلية الشرفية لرومانيا بالحمامات سنة 2019 و التي تغطي كل من ولاية نابل و سوسة وذلك بهدف مساعدة المواطنين الرومانيين بتونس و عشرات الآلاف من السياح الرومانيين الذين يقومون بزيارة تونس سنويا فحسب تقديرات وزارة السياحة التونسية، سافر أكثر من 25424 رومانيا الى تونس خلال الفترة الممتدة من جانفي الى أكتوبر 2019. كما دعم بعث جمعية التونسيين المتخرجيين من رومانيا (2018) و الجمعية الثقافية التونسية الرومانية (2020).

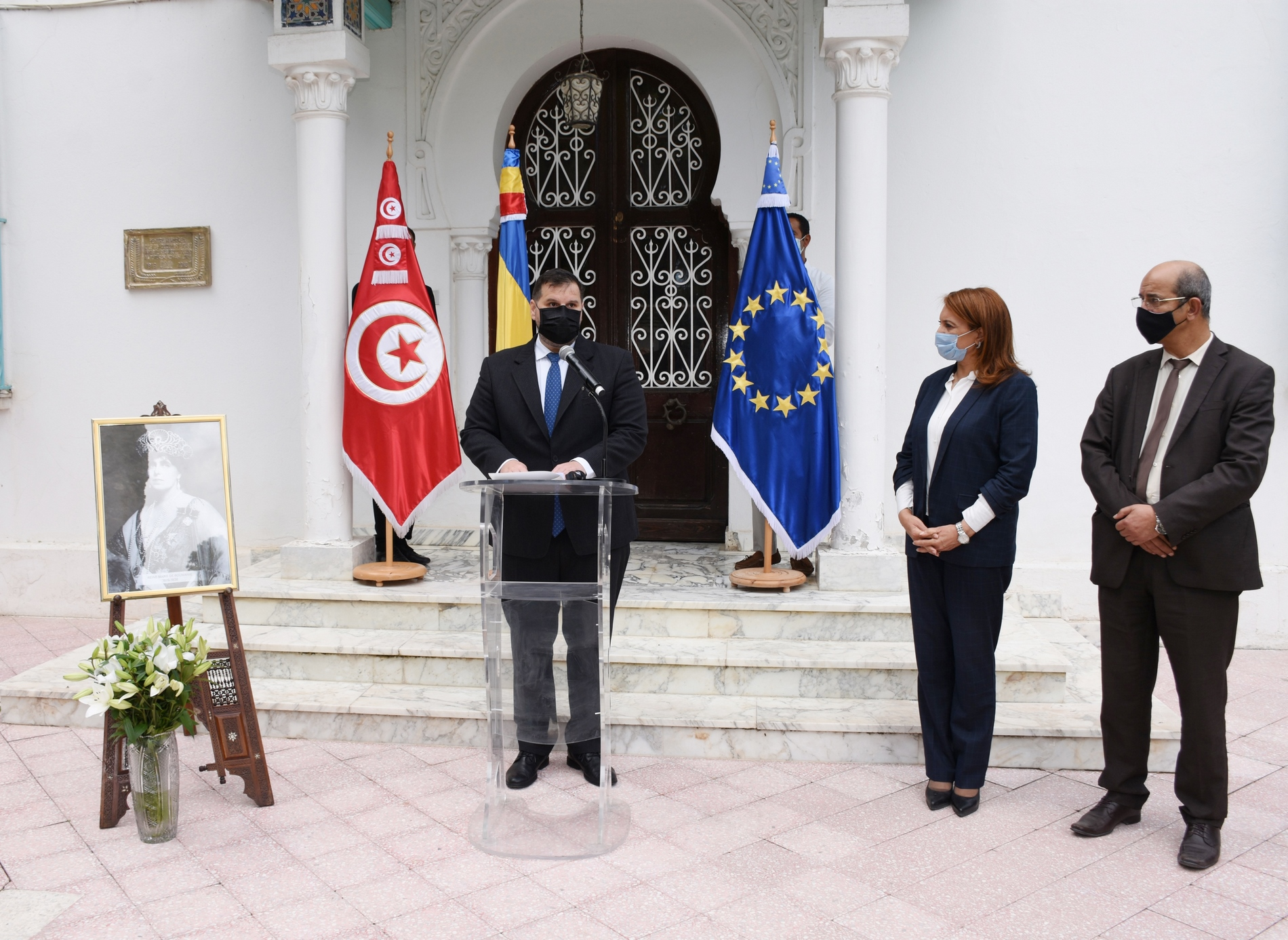
حفل تدشين ساحة ماريا ملكة رومانيا بتونس

و في 27 أكتوبر 2020 تم بمبادرة منه تدشين ساحة ماريا ملكة رومانيا بحي الحدائق من طرف رئيسة بلدية تونس سعاد عبد الرحيم و ذلك أمام القسم القنصلي لسفارة رومانيا بتونس.

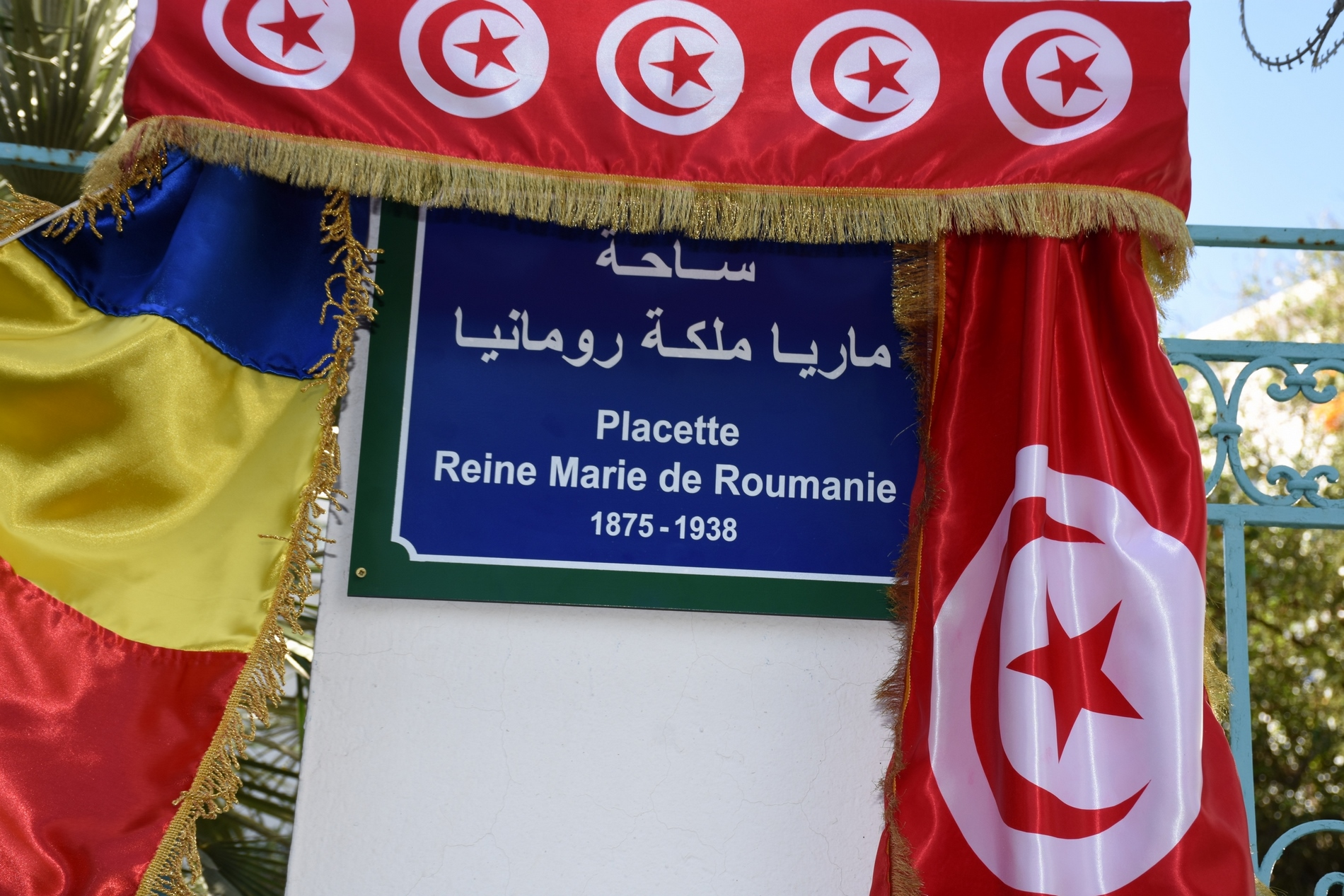
لوحة ساحة ماريا ملكة رومانيا

## الأعمال المنشورة
- المنظور الاسلامي والعربي في فضيلة مكيافيلي[وصلة مكسورة]، Studia Politica، المجلد التاسع، العدد 1، 2009.
- الإخوان المسلمون المصريون والطريق نحو الأمة، Studia Politica، المجلد الثامن، العدد 3، 2008.
- القومية الفلسطينية: من العلمانية إلى الإسلام، Studia Politica، المجلد السابع، العدد 2، 2007.
- مع دانا بليشا، العلاقات الدولية والعولمة في الشرق الاوسط، Semne Publishing House، بوخارست، (رقم الكتاب المعياري الدولي ISBN 973-624-310-9).
- مفهوم المجتمع المدني وحيوية المجتمع المدني العالمي نسخة محفوظة 25 أكتوبر 2007 على موقع واي باك مشين.، Sfera Politcii، رقم 116.117/2005، ص ص 75-79.
- التركيز على الرومانيين-تقرير رصد بشأن التمييز ضد الرومانيين في الخارج سنة 2004 نسخة محفوظة 19 مايو 2018 على موقع واي باك مشين.، Liga Tinerilor Români de Pretutindeni.

## المقالات المنشورة
- رومانيا – 100 سنة بعد الاتحاد الكبير لسنة 1918، تم نشره بجلة حقائق يوم 27/11/2018 La Roumanie – 100 ans après la Grande Union de 1918
- رومانيا و الفرنكفونية، تم نشره بمجلة حقائق يوم 04/03/2020 La Roumanie et la Francophonie
- تستحق رومانيا الحصول على مقعد غير دائم بمجلس الأمن لمنظمة الأمم المتحدة، تم نشره يوم 04/04/2019 بجريدة l’Orient Le jour La Roumanie mérite d’avoir un siège non permanent au Conseil de sécurité de l’ONU
- رئاسة رومانيا لمجلس الاتحاد الأوروبي تندرج في سياق خاص، تم نشره يوم 03/02/2019، Majalla La présidence roumaine au Conseil de l'UE s'inscrit dans un contexte européen particulier  نسخة محفوظة 29 يونيو 2020 على موقع واي باك مشين.
- التحديات و الافاق لرئاسة رومانيا لمجلس الاتحاد الأوروبي، تم نشره يوم 25/03/2019، Espace Manager Défis et perspectives pour la présidence roumaine du Conseil de l'Union européenne
- رومانيا و يوم أوروبا: 70 سنة بعد اعلان شومان في 9 ماي 1950، تم نشره 11/05/2020، Tuniscope La Roumanie et la Journée de l’Europe -70 ans depuis la Déclaration Schuman du 9 mai 1950
- رئاسة رومانيا لمجلس الاتحاد الأوروبي تتوج بنجاح حسب دان ستوينسكو، سفير رومانيا، تم نشره يوم 18/06/2019، Web manager center La présidence roumaine du Conseil de l’Union européenne s’achève avec succès, selon Dan Stoenescu, ambassadeur de Roumanie
- رئاسة رومانيا لمجلس الاتحاد الأوروبي، تم نشره يوم 06/07/2019، مجلة حقائق. La présidence roumaine du Conseil de l’Union européenne

## حوارات
•	دان ستوينسكو، وزير _مفوض العلاقات مع الرومانيين بالخارج "على جميع الدول الأعضاء الالتزام بمبدأ حرية التنقل داخل الاتحاد الأوروبي"، أخبار السفارة، اليونان، تم نشره يوم 21/03/2016.
Minister – Delegate for Relations with Romanians Abroad, Dan Stoenescu: “Free Movement within the EU should be a principle all member states adhere to نسخة محفوظة 22 مارس 2016 على موقع واي باك مشين.
•	"حول اجتثاث الشيوعية و الانفتاح – حوار مع دان ستوينسكو و ميكولا سيروك"، اليوم، أوكرانيا، تم نشره يوم 02/02/2016.
On de-communization and openness - Interview with Minister Dan Stoenescu by Mykola Siruk نسخة محفوظة 15 أبريل 2021 على موقع واي باك مشين.
•	"حوار مع دان ستوينسكو، وزير الجالية الرومانية بالخارج – كريستيان بوكور"، ماركارو، كندا، تم نشره يوم 06/01/2016.
Interviu cu Dan Stoenescu, ministrul Diasporei - Cristian Bucur
•	"حوار مع وزير الجالية الرومانية بالخارج، دان ستوينسكو: أتمنى أن يعود الرومانيون للاستثمار في رومانيا من أجل تثمين مداخيلهم و دعم التنمية في رومانيا". اي تايمز، اليونان، تم نشره يوم 19/03/2016.
Interviu cu Ministrul Diasporei - Dan Stoenescu: Sper ca românii se vor întoarce pentru a investi în România, pentru a aduce valoare veniturilor lor, pentru a sprijini dezvoltarea României
•	"التصويت بالمراسلة – حوار مع دان ستوينسكو، من طرف شيهايا دو ميترو"، أخبار بلجيكا، تم نشره يوم 19/06/2016.
Votul prin corespondență - Interviu cu Dan Stoenescu, de Chihaia Dumitru
•	"حوار/ ستوينسكو: أنا قلق بشأن قلة عدد المسجلين في السجل الانتخابي. لا أريد أن يتعرض الرومانيون للاهانة كما في السابق. AGERPRES، تم نشره يوم 15/06/2016.
Interviu/Stoenescu: Mă îngrijorează numărul redus al celor înscrişi în Registrul Electoral; vreau ca românii să nu mai fie umiliţi ca în trecut
•	"حوار مع الوزير المفوض للرومانيين بالخارج "أود أن أعلن بشكل واضح أن الأرومانيين هم جزء من الشعب الروماني جنوب الدانوب" بقلم ألينا ايوانا فاسيليو، Constanța noastră، تم نشره يوم 04/01/2016.
Interviu cu ministrul delegat pentru românii de pretutindeni: “Vreau să afirm fără echivoc, aromânii sunt ramura sud-dunăreană a poporului român”, de Alina Ioana Vasiliu
•	"دان ستوينسكو: ستواصل الدولة الرومانية دعم الجالية الرومانية في أوكرانيا- مقابلة حصرية"، BucPress, Ucraina، تم نشره يوم 01/04/2016.
Dan Stoenescu: Statul român va sprijini în continuare comunitatea românească din Ucraina – interviu exclusiv نسخة محفوظة 5 يوليو 2020 على موقع واي باك مشين.
•	"وزير الجالية الرومانية بالخارج: 25 مارس هو التاريخ المقترح لانعقاد مؤتمر الرومانيين بالخارج، Occidentul românesc، تم نشره يوم 27/05/2015.
Ministrul diasporei Dan Stoenescu: 25 martie – Data propusă pentru Congresul românilor de pretutindeni
•	حصري // دان ستوينسكو "تظل العلاقة مع جمهورية مولدوفا أولوية بالنسبة لرومانيا"، الجريدة الوطنية، جمهورية مولدوفا، تم نشره يوم 07/ 03/2016.
Exclusiv// Dan Stoenescu: „Relaţia cu R. Moldova rămâne o prioritate pentru România”
•	"دان ستوينسكوز 'المسار الأوروبي لتشيسيناو أساسي في مايتعلق بالعلاقة بين رومانيا و جمهورية مولدوفا. لا يوجد سوى أمة رومانية واحدة !، Evenimentul Zilei، جمهورية مولدوفا، تم نشره يوم 12/01/2016.
Dan Stoenescu: „Parcursul european al Chișinăului este esențial în relația dintre România și Republica Moldova, iar națiunea română este numai una!”
•	"وزير الشتات دان ستوينسكو "أنا في خدمة الرومانيين و هذه أولويتي" بقلم انا تسوتسويانو"، انا تسوتسويانو – جريدة الكترونية روماني من اليونان، Romedia.gr، تم نشره يوم 21/03/2016.
Ministrul diasporei, Dan Stoenescu: „Sunt în serviciul românilor și asta este prioritatea mea!”, de Ana Țuțuianu
•	الوزير دان ستوينسكو: يريد الرومانيون بالخارج الحفاظ على العلاقة مع الوطن و يتم الحفاظ على هذه العلاقة عن طريق الحفاظ على الهوية الرومانية، بقلم باتر كراشيون، الهوية الرومانية، رومانيا، تم نشره يوم 14/04/2016.
```
Ministrul Dan Stoenescu: Românii din străinătate își doresc să mențină o legătură cu țara și această legătură se menține prin păstrarea identității românești, de Petre Crăciun
```

•	دان ستوينسكو، وزير مفوض للعلاقات مع الرومانيين بالخارج - حصريا راديو رومانيا – السياسة الرومانية "، دان ستوينسكو، وزير مفوض للعلاقات مع الرومانيين بالخارج.
```
Dan Stoenescu, ministrul delegat pentru relaţiile cu românii de pretutindeni - EXCLUSIVITAŢI RADIO ROMÂNIA - Politica Românească
```

•	"اذا ما قام الرومانيون بالخارج بالتسجيل في السجل الانتخابي، فسيتسنى لهم التصويت عبر البريد أو في مركز اقتراع جديد حيث يطلبون بعث هذا المركز"، السياسة الرومانية، تم نشره يوم 21/06/2016.
•	"وزير الرومانيين بالخارج، دان ستوينسكو، نطلق حملة اعلامية حول التصويت عبر البريد، بقلم Cosmin Ruscior، Radio France internationale، أصوات العالم، تم نشره يوم 26/11/2016.
```
Ministrul pentru Românii de Pretutindeni, Dan Stoenescu: Lansăm o campanie de informare privind votul prin corespondenţă, de Cosmin Ruscior
 
نسخة محفوظة
 4 يوليو 2020 على موقع 
واي باك مشين
.
```

•	"رسالة من الوزير دان ستوينسكو بمناسبة احياء ذكرى ضحايا مذبحة النافورة البيضاء، مقال بقلم روميو كريشمارو" Jurnal românesc، تم نشره يوم 01/04/2016.
```
Mesajul ministrului Dan Stoenescu, la comemorarea victimelor Masacrului de la Fântâna Albă, articol de Romeo Crîșmaru
```

•	"مقابلة. الوزير دان ستوينسكو: صندوق استثماري للجالية سيسمح للرومانيين بالعودة الى وطنهم، بقلم Petre Badica، رومانيا الحرة، تم نشره يوم 22/12/2015.
```
INTERVIU. Ministrul Dan Stoenescu: Un fond de investiții pentru diaspora ar permite întoarcerea românilor acasă, de Petre Badica
```

•	"الذكرى المئوية للدبلوماسية دان ستوينسكو: تونس: معرض لحضارة العالم العربي في شمال افريقيا"، Agerpres، تم نشره في 15/04/2018.
#CentenarDiplomatic Dan Stoenescu: Tunisia, o vitrină de civilizaţie a lumii arabe în Nordul Africii
•	"حوار أدلى به سعادة السفير دان ستوينسكو، سفير رومانيا لدى الجمهورية التونسية"، Orient Românesc، تم نشره في 04/12/2017.
Interviu acordat de ES dl Ambasador Dan Stoenescu, ambasadorul României în Republica Tunisia

## روابط خارجية
- دان ستوينسكو، تأثير العولمة على إرهاب الدولة الفرعية المعصرة مع الإشارة بشكل خاص إلى العالم الإسلامي" في العلاقات الدولية والعولمة في الشرق الأوسط، دان ستوينسكو ودانا بلاشا، Semne Publishing House، بوخارست، 2005، ص.ص 32-36، على الموقع الإلكتروني للمركز الأمريكي لدراسات السياسة الدولية.
- دان ستوينسكو، "التطهير العرقي في الشرق الاوسط قبل الحرب العلمية الثانية" في العلاقات الدولية والعولمة في الشرق الأوسط، دان ستوينسكو ودانا بلاشا، Semne Publishing House، بوخارست، 2005، ص.ص 85-98، على الموقع الإلكتروني للمركز الأمريكي لدراسات السياسة الدولية.
- دان ستوينسكو، "القومية العربية الحديثة" في العلاقات الدولية والعولمة في الشرق الأوسط، دان ستوينسكو ودانا بلاشا، Semne Publishing House، بوخارست، 2005، ص ص 110-122، على الموقع الإلكتروني للمركز الأمريكي لدراسات السياسة الدولية.
- دان ستوينسكو، "عولمة البغاء في الشرق الاوسط" في العلاقات الدولية والعولمة في الشرق الأوسط، دان ستوينسكو ودانا بلاشا، Semne Publishing House، بوخارست، 2005، ص.ص 266-283، على الموقع الإلكتروني للمركز الأمريكي لدراسات السياسة الدولية.
- لقاء مع دان ستوينسكو حول مراكز الثقافة الأوروبية نسخة محفوظة 22 نوفمبر 2012 على موقع واي باك مشين.
- لبنان الآن: التجمع الثقافي- 5 مراكز ثقافية أوروبية تتحد في لبنان
- وزارة الشؤون الخارجية الدنماركية: مشاركة المجتمع المدني اللبناني والجهات الفاعلة الثقافية في المنتدى الأورو-متوسطي للمعاهد الوطنية الثقافية للاتحاد الأوروبي في الأردن نسخة محفوظة 17 أبريل 2021 على موقع واي باك مشين.
- وزارة الشؤون الخارجية للرومانية، سياسات إدارة العلاقات مع الرومانيين في الخارج: رصيد التفويض (نوفمبر 2015-جويلية 2016) باللغة الرومانية[وصلة مكسورة]